# 대만어
대만어(중국어 정체자: 臺灣話/台灣話, 백화자: Tâi-oân-ōe, 타이뤄: Tâi-uân-uē, 한어 병음: Táiwānhuà 타이완화[*])는 대만에 가장 널리 쓰이는, 민난어에서 파생된 방언이다. 줄여서 대어(중국어 정체자: 臺語, 백화자: Tâi-gí/Tâi-gú, 타이뤄: Tâi-gí/Tâi-gú, 한어 병음: Táiyǔ 타이위[*])라고도 부른다.

## 역사

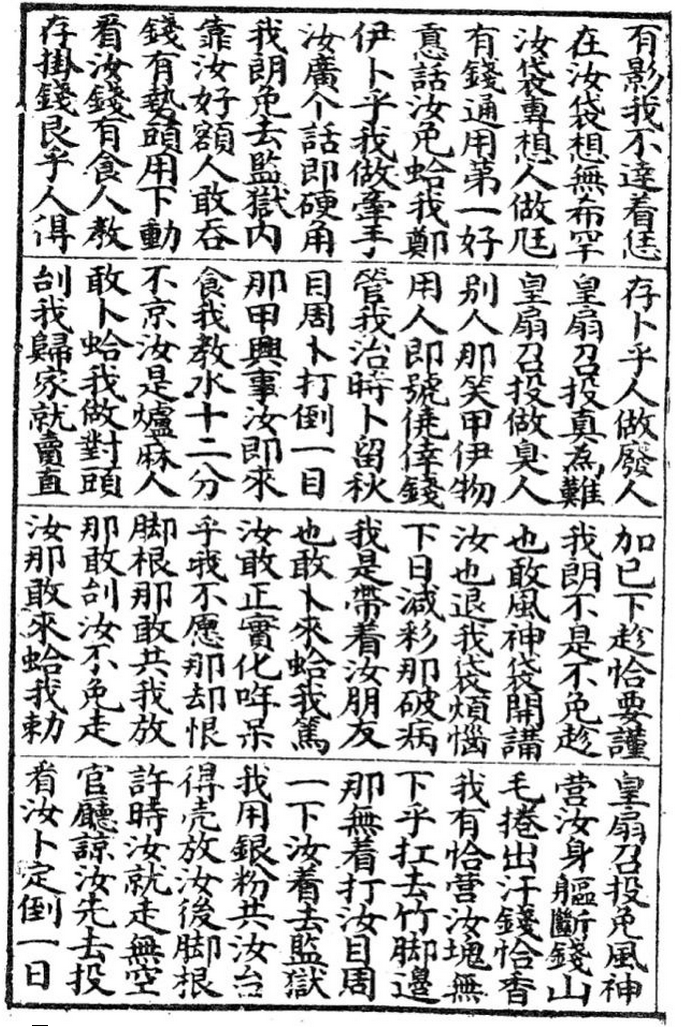
대만어로 쓰여진 가자책(歌仔冊) (kua-á-tsheh).

청나라 시기에 해금이 되어 중국 대륙에서 대만으로 건너온 이들의 대부분이 민난 지방에서 도래하였기 때문에, 민난어가 대만인의 제어를 대신하여 대만의 지배적인 언어가 되었다. 일본 제국의 대만일치시기(1895-1945)에는 일본어가, 국민당의 대만 지배시기(1945-2000)에는 각각 표준 중국어가 공식 언어였기 때문에 대만어는 공식어로서의 지위를 누리지 못했다.
그렇지만 대만어를 사용하는 사람들은 아직도 많이 남아 있는 편이다. 2009년 중화민국 정부가 발표한 통계에 따르면, 대만 민중의 80%가 대만어를 사용할 줄 아는 것으로 확인되었다.

## 기타 명칭

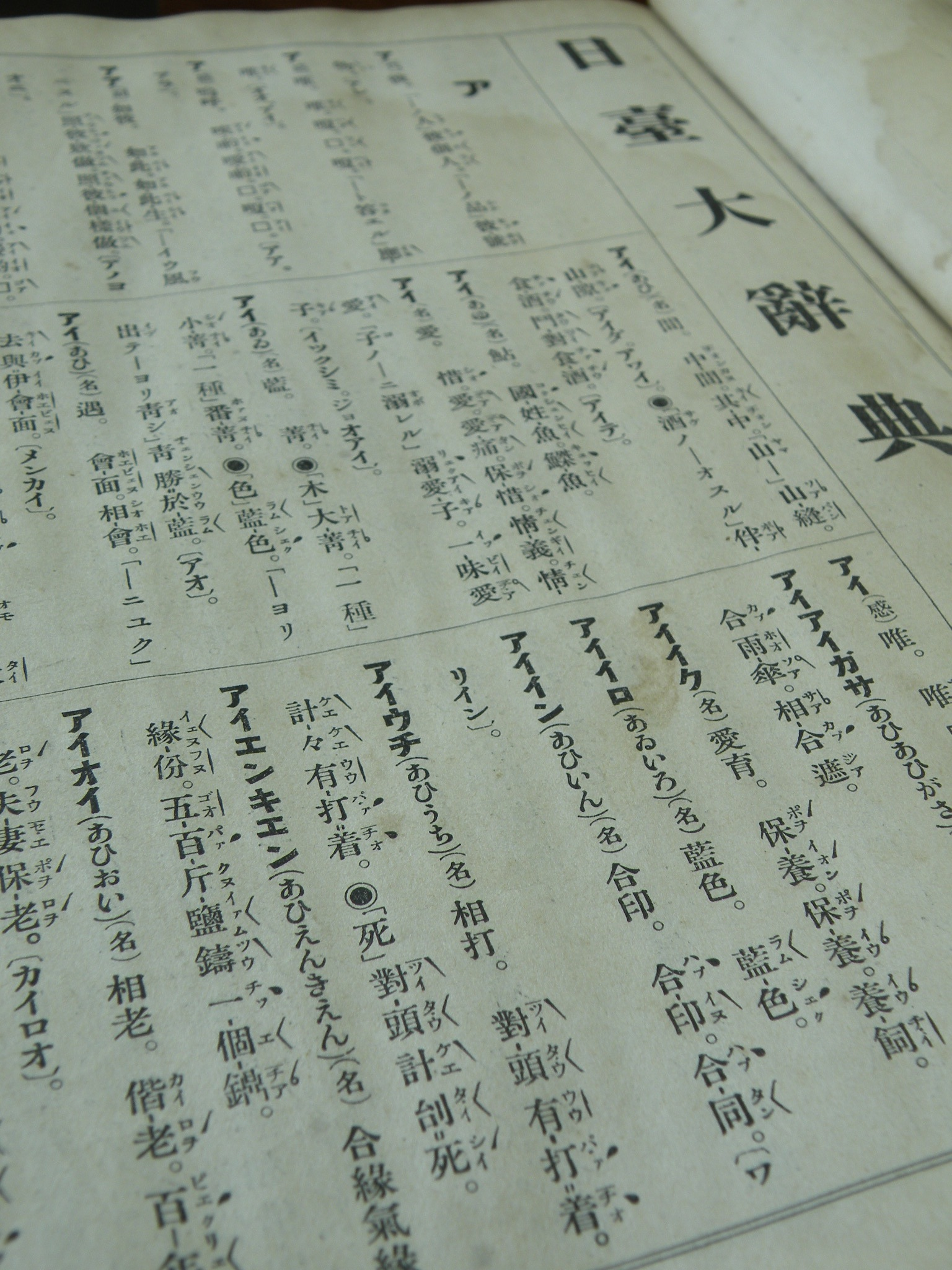
《일대대사전》(日臺大辭典). 샤먼어를 기준으로 대만어 가나를 이용해 표기했다.

- 중화권에서는 대어(臺語) 혹은 대만화(臺灣話)라는 명칭이 일반적으로 쓰인다.
  - 다른 한편으로, '대만화'라는 명칭은 단순히 대만의 민난어만이 아닌 대만에서 사용되는 각 중국어 방언 및 원주민 제어를 포괄하는 광의로서 사용되기도 한다.[9][10][11][12]
- Ho̍h-ló-uē: 하카인들은 일찍이 민난인들을 Ho̍h-ló라고 불렀으며,[13] 민남인들의 언어도 Ho̍h-ló-ue̍(Ho̍h-ló話)라고 불러왔다.[14]
- 대만민남어(臺灣閩南語): 대만섬과 민난에서의 민난어의 용어 혼동을 피하기 위해 부르는 명칭으로,[15][16] 중화민국 교육부, 교육부 국어추행위원회 및 전국어문경새가 채용하는 이름이다. 기타 유사한 이름으로서는 대민어(臺閩語), 복대어(福臺語), 푸젠어(福建語) 등이 있다.

## 쓰임새
대만에서 대중교통의 방송에서 대만어를 들을 수 있으며, 정치인들은 민심을 얻기 위해 대만어로 연설한다. 대만어는 정치적으로 대만의 독자적 정체성의 상징 중 하나이다.

## 음운
대만어는 성조언어로, 다른 중국어 언어들보다 성조 변화가 광범위하고 심하다.

### 자음
|        |        | 양순음   | 양순음   | 치경음    | 치경음   | 치경구개음   | 치경구개음  | 연구개음 | 연구개음 | 후음 | 후음 |
| ------ | ------ | -------- | -------- | --------- | -------- | ------------ | ----------- | -------- | -------- | ---- | ---- |
| 비음   | 비음   | [m]      | m ㄇ     | [n]       | n ㄋ     |              |             | [ŋ]      | ng ㄫ    |      |      |
| 파열음 | 무기음 | [p] p ㄅ | [b] b ㆠ | [t] t ㄉ  |          |              |             | [k] k ㄍ | [ɡ] g ㆣ |      |      |
| 파열음 | 유기음 | [pʰ]     | ph ㄆ    | [tʰ]      | th ㄊ    |              |             | [kʰ]     | kh ㄎ    |      |      |
| 파찰음 | 무기음 |          |          | [ʦ] ts ㄗ | [ʣ] j ㆡ | [ʨ] ts(i) ㄐ | [ʥ] j(i) ㆢ |          |          |      |      |
| 파찰음 | 유기음 |          |          | [ʦʰ]      | tsh ㄘ   | [ʨʰ]         | tsh(i) ㄑ   |          |          |      |      |
| 마찰음 | 마찰음 |          |          | [s]       | s ㄙ     | [ɕ]          | s(i) ㄒ     |          |          | [h]  | h ㄏ |
| 설측음 | 설측음 |          |          | [l]       | l ㄌ     |              |             |          |          |      |      |

|        | 양순음    | 치경음    | 연구개음  | 후음      |
| ------ | --------- | --------- | --------- | --------- |
| 비음   | [m] -m    | [n] -n    | [ŋ] -ng   | [◌̃] -nn   |
| 불파음 | [p̚] -p ㆴ | [t̚] -t ㆵ | [k̚] -k ㆶ | [ʔ] -h ㆷ |

### 모음
|        | 전설     | 전설       | 중설            | 중설       | 후설      | 후설       |          | 성절 자음 | 성절 자음 |
|        | 비모음   |            | 비모음          |            | 비모음    |            |          | 성절 자음 | 성절 자음 |
| ------ | -------- | ---------- | --------------- | ---------- | --------- | ---------- | -------- | --------- | --------- |
| 고모음 | [i] i ㄧ | [ĩ] inn ㆪ |                 |            | [u] u ㄨ  | [ũ] unn ㆫ | [m̩] m ㆬ | [ŋ̍] ng ㆭ |           |
| 중모음 | [ɛ] e ㆤ | [ɛ̃] enn ㆥ | [o]/[ə] o ㄛ/ㄜ |            | [ɔ] oo ㆦ | [ɔ̃] onn ㆧ | [m̩] m ㆬ | [ŋ̍] ng ㆭ |           |
| 저모음 |          |            | [a] a ㄚ        | [ã] ann ㆩ |           |            | [m̩] m ㆬ | [ŋ̍] ng ㆭ |           |

1. o를 남부(타이난, 가오슝 등)에서는 [ə]로 발음한다.

### 성조
대만어는 7-8개의 성조가 있다.
| 성조 번호 | 이름        | 대만 민난어 로마자 병음 방안 표기법 |
| --------- | ----------- | ----------------------------------- |
| 1         | 음평 (陰平) | a                                   |
| 2         | 음상 (陰上) | á                                   |
| 3         | 음거 (陰去) | à                                   |
| 4         | 음입 (陰入) | ah                                  |
| 5         | 양평 (陽平) | â                                   |
| 6         | 양상 (陽上) | ǎ                                   |
| 7         | 양거 (陽去) | ā                                   |
| 8         | 양입 (陽入) | a̍h                                  |

## 어휘
근년의 언어연구에 의하면(by Robert L. Cheng and Chin-An Li, for example), 약간의 예외(약 10% - 25%)를 제외하고 대부분의 대만어의 낱말은 다른 중국어방언과 동계어라고 하고 있다. 반면에 동계어인지 아닌지 잘 알 수 없는 한자형태소에 의한 어구성이라고 확실히 판정할 수 없는 것도 존재한다. 예를 들면, 유명한 것으로 tshit-thô→놀러 가다가 있다. 그 중의 몇 가지는 최근 남방의 중국어족의 주변언어그룹인 따이까다이어족, 먀오야오어족, 오스트로아시아어족, 오스트로네시아어족 등과의 대조연구가 진행되며, 그러한 비한어계 언어의 잔존이다라고 하는 지적도 되고 있다. 이러한 한어기원이 아닌 語를 굳이 한자로 표기하는 경우는, 의미나 발음이 같은 한자로 나타내서 표기하거나 일본에서 국자같이 새롭게 창작한 독자적인 한자로 표기하는 경우도 있다. 근년의 대만어 문자운동에서는 분명한 한자부분은 한자로, 그렇지 않는 것은 로마자로 혼합표기한 한라(漢羅)라고 하는 표기방법이 제창되어, 몇 가지 출판물도 나오고 있다.

### 말레이어 유래의 어휘
| 대만어    | 한국어 | 말레이어 | 국어 (대만 화어) |
| --------- | ------ | -------- | ---------------- |
| se-kok-bí | 서양쌀 | sago     | 西谷米(xīgǔmǐ)   |
| pin-nn̂g   | 빈랑   | pinang   | 檳榔(bīnláng)    |

### 일본어 유래의 어휘
또한, 대만어의 어휘에는 일제 시대에 유입한 일본어 기원의 어휘가 몇 개 있으며 푸젠성의 민난어와는 다르게, 일본어계 어휘를 다수 받아들인 것이 특징으로, 중화민국 교육부가 대만어 상용사전에서 수록하고 있는 외래어는 총 172건이다. 예를 들면 아저씨를 의미하는 oo-jí-sáng은 일본어: おじさん에서 유래되었다. 하지만 일본어와 달리 경멸의 뉘앙스는 적다. 쇼와 전기에 쓰인 일본어: おじさん은 단지 중년남성을 가리키는 단어였으며, 그것이 그대로 대만에 들여온 것에 비해, 헤이세이 시대에 쓰인 일본어: おじさん은 의미가 변화해서 경멸적인 뜻을 포함하게 되었기 때문에, 양자의 의미가 빗나가 버린 것이다. 아줌마를 의미하는 oo-bá-sáng은 일본어: おばさん에서 유래되었으며, oo-bá-sáng도 마찬가지이지만, 이 낱말은 대만에서는 가정부적인 의미로서 사용되는 경우가 많다. 이것은 메이지 시대에 일본인 가정에서 가정부를 おばさん이라고 부른 것에서 시작을 시작되었다고 추정된다.

#### 대만어로 발음하는 어휘
| 대만어 | 백화자                              | 한국어 의미 | 유래한 일본어 | 국어 (대만 화어) | 비고                                                            |
| ------ | ----------------------------------- | ----------- | ------------- | ---------------- | --------------------------------------------------------------- |
| 便當   | piān-tong                           | 도시락      | 弁当          | 便當             |                                                                 |
| 口座   | kháu-chō                            | 계좌        | 口座          | 帳戶             | 주로 대만 중부와 남부에서 사용되며, 북부에서는 戶頭가 사용된다. |
| 出張   | chhut-tiuⁿ/chhut-tioⁿ               | 출장        | 出張          | 出差             | 주로 중년세대가 사용. 젊은 세대는 出差을 사용한다.              |
| 手形   | chhiú-hêng                          | 어음        | 手形          | 支票             | 주로 대만 중부와 남부에서 사용되며, 북부에서는 支票가 사용된다. |
| 注文   | chù-bûn                             | 주문        | 注文          | 訂購             |                                                                 |
| 寄付   | kià-hù                              | 기부        | 寄付          | 捐獻             |                                                                 |
| 案內   | àn-nāi                              | 안내        | 案内          | 指南             |                                                                 |
| 水道   | chúi-tō                             | 수도        | 水道          | 水管             |                                                                 |
| 放送   | hòng-sàng                           | 방송        | 放送          | 廣播             |                                                                 |
| 郵便   | iû-piān                             | 우편        | 郵便          | 郵件             |                                                                 |
| 便所   | piān-só͘                             | 변소        | 便所          | 廁所             |                                                                 |
| 病院   | pēⁿ-īⁿ/pīⁿ-īⁿ                       | 병원        | 病院          | 醫院             |                                                                 |
| 注射   | chù-siā                             | 주사        | 注射          | 打針             |                                                                 |
| 同窗   | tông-chhong                         | 동창        | 同窓          | 同學             |                                                                 |
| 見本   | kiàn-pún                            | 견본        | 見本          | 樣品             |                                                                 |
| 人氣   | jîn-khì/lîn-khì/gîn-khì             | 인기        | 人気          | 人氣             |                                                                 |
| 飛行機 | hoe-lêng-ki/hui-lêng-ki/poe-lêng-ki | 비행기      | 飛行機        | 飛機             |                                                                 |
| 自轉車 | chū-choán-chhia                     | 자전거      | 自転車        | 自行車           |                                                                 |

#### 일본어 그대로 발음하는 어휘
| 대만어      | 한국어 의미    | 국어 (대만 화어)       | 비고                                                               |
| ----------- | -------------- | ---------------------- | ------------------------------------------------------------------ |
| no-li       | 김             | 海苔                   |                                                                    |
| mi-so       | 된장           | 味噌                   |                                                                    |
| su-si       | 초밥           | 壽司                   |                                                                    |
| o-lian      | 어묵           | 關東煮                 |                                                                    |
| wa-sa-bi    | 고추냉이       | 山葵                   |                                                                    |
| sa-si-mi    | 회             | 生魚片                 |                                                                    |
| tha-kho     | 문어           | 章魚                   |                                                                    |
| khang-pang  | 간판           | 招牌                   |                                                                    |
| bang-gah    | 만화           | 卡通漫畫               |                                                                    |
| nin-jin     | 당근           | 胡蘿蔔                 |                                                                    |
| to-sang     | 아버지         | 父親                   | 대만에서는 전쟁 전에 일본 교육을 받은 세대를 to-sang世代라고 한다. |
| kha-sang    | 어머니         | 母親                   |                                                                    |
| ni-sang     | 형, 오빠       | 兄                     |                                                                    |
| ah-ni-khi   | 형님           | 老大                   |                                                                    |
| ne-sang     | 언니, 누나     | 姐                     |                                                                    |
| o-ji-sang   | 아저씨         | 老先生                 |                                                                    |
| o-ba-sang   | 아줌마         | 老太太                 |                                                                    |
| sang        | ~씨,~선생      | ～先生                 |                                                                    |
| un-chiang   | 운전수         | 司機                   | 일본어와는 달리 경멸의 뉘앙스는 적다.                              |
| se-bi-ro    | 신사복         | 西裝                   |                                                                    |
| kha-bang    | 가방           | 皮包                   |                                                                    |
| me-si       | 명함           | 名片                   |                                                                    |
| tha-tha-mi  | 다다미         | 疊蓆                   |                                                                    |
| hi-noo-khih | 노송나무       | 檜木                   |                                                                    |
| khiu-khe    | 휴식           | 休息                   |                                                                    |
| ai-sa-tsu   | 인사           | 打招呼                 |                                                                    |
| o-en        | 응원           | 捧場                   |                                                                    |
| hahn-kou    | 반항           | 還手                   |                                                                    |
| ki-mo-chi   | 기분           | 心情（情緒，感覺）     |                                                                    |
| si-a-ge     | 마무리, 완성   | 整修                   |                                                                    |
| kan-so      | 건조           | 乾燥                   |                                                                    |
| sang-so     | 산소           | 氧氣                   |                                                                    |
| a-sa-li     | 깨끗이, 간단히 | （做事）乾脆、俐落大方 |                                                                    |

#### 기타 외국어의 어원이 일본어를 거쳐서 전해진 외래어
| 대만어           | 한국어 의미 | 국어 (대만 화어) | 어원                                                                        |
| ---------------- | ----------- | ---------------- | --------------------------------------------------------------------------- |
| thian-puh-la     | 튀김        | 天婦羅           | 포르투갈어: tempero                                                         |
| sa-vi-su         | 서비스      | 服務             | 영어: service                                                               |
| ho-su            | 호스        | 水管             | 영어: hose가 유래된 것이지만, 어원은 네덜란드어: hoos이다.                  |
| ga-su            | 가스        | 瓦斯             | 네덜란드어: gas                                                             |
| phang            | 빵          | 麵包             | 포르투갈어: pão                                                             |
| san-to-it-chih   | 샌드위치    | 三明治           | 영어: sandwich                                                              |
| khu-li-mu        | 크림        | 鮮奶油           | 영어: cream                                                                 |
| ba-ta            | 버터        | 奶油             | 영어: butter                                                                |
| tho-ma-to        | 토마토      | 番茄             | 영어: tomato                                                                |
| khe-chhah-phu    | 케첩        | 番茄醬           | 영어: ketchup이 유래된 것이지만, 어원은 민난어: 鮭汁 kechiap、koechiap이다. |
| bi-lu            | 맥주        | 啤酒             | 네덜란드어: bier                                                            |
| tsioo-koo-le-too | 초콜릿      | 巧克力           | 영어: chocolate                                                             |
| o-to-bai         | 모터사이클  | 機車             | 일본어식 영어 auto bike                                                     |
| tho-la-ku        | 트럭        | 卡車             | 영어: truck                                                                 |
| han-tho-lu       | 핸들        | 機車（腳踏車)    | 영어: handle                                                                |
| en-jin           | 엔진        | 引擎             | 영어: engine                                                                |
| tai-ya           | 타이어      | 輪胎             | 영어: tire                                                                  |
| lo-lai-ba        | 드라이버    | 螺絲起子         | 영어: driver ←screwdriver                                                   |
| phian-jih        | 펜치        | 鉗子             | 영어: pinch →끼우다                                                         |
| khong-ku-li      | 콘크리트    | 混凝土           | 영어: concrete                                                              |
| thài-luh         | 타일        | 瓷磚             | 영어: tile                                                                  |
| sia-chu          | 셔츠        | 襯衫             | 영어: shirt                                                                 |
| ne-ku-tai        | 넥타이      | 領帶             | 영어: necktie                                                               |
| su-li-pa         | 슬리퍼      | 拖鞋             | 영어: slipper                                                               |
| the-ni-su        | 테니스      | 網球             | 영어: tennis                                                                |
| kha-tian         | 커튼        | 窗簾             | 영어: curtain                                                               |
| ho-the-lu        | 호텔        | 旅館             | 영어: hotel                                                                 |
| gi-ta            | 기타        | 吉他             | 영어: guitar                                                                |
| pi-a-no          | 피아노      | 鋼琴             | 영어: piano                                                                 |
| ka-me-la         | 카메라      | 相機             | 영어: camera                                                                |
| la-ji-o          | 라디오      | 收音機           | 영어: radio                                                                 |
| lai-ta           | 라이터      | 打火機           | 영어: lighter                                                               |
| sai-su           | 사이즈      | 尺寸             | 영어: size                                                                  |
| kòng-ku          | 스컹크      | 落空             | 영어: skunk                                                                 |

## 문자체계

대만어로 쓰인 문학작품. 로마자와 한자, 그리고 이 둘의 혼용표기법인 한라(漢羅) 등 다양한 표기법으로 적혀있다.

광동어와는 다르게, 대만어는 그다지 독자적인 문자체계를 발달시키지 못했으며, 대만어로 쓰인 활자물도 희귀하다.

### 한자표기
한자로 표기하는 경우가 있는데, 대만 전통극인 가자희(歌仔戲)의 대사는 한자로 표기된다. 2007년 교육부에서는 대만어의 공식한자표기법을 발표, 이를 교육과정에 도입하기로 하였다.

### 백화자
19세기 중반에 기독교 선교자들이 대만어 로마자 표기법을 만들어냈다. 이 로마자를 구어(백화, 白話)를 표기하는 글이라는 뜻으로 백화자(白話字 Pe̍h-ōe-jī)라 부르는데, 백화자로 쓰인 문헌이 더 풍부하며,  1999년의 예상에 따르면 백화자를 읽을 줄 아는 인구는 10만명 정도로 추산된다. 반면, 한자와 백화자를 섞은 표기법도 현대에 유행하고 있는데, 이를 흔히 한라(漢羅 Hàn-lô)라 일컫는다. 민난어 위키백과는 백화자로 쓰여있으나, 간혹 토론란에서 한자로 적힌 버전을 읽을 수 있는 문서도 있다.

### 주음부호
1946년 타이완성 국어추행위원회에 의해 대만어와 대만 하카어를 표기하기 위한 확장 주음부호가 고안되었다.

### 한글 표기법
1987년 대만의 언어학자인 쉬차오더에 의해 만들어졌다.

### 가나 표기법
대만일치시기에 일본어의 문자인 가나를 개량한 대만어 가나(臺灣語假名)라는 표기법이 고안되기도 하였으나, 현재는 사멸했다.